# Opalescenza

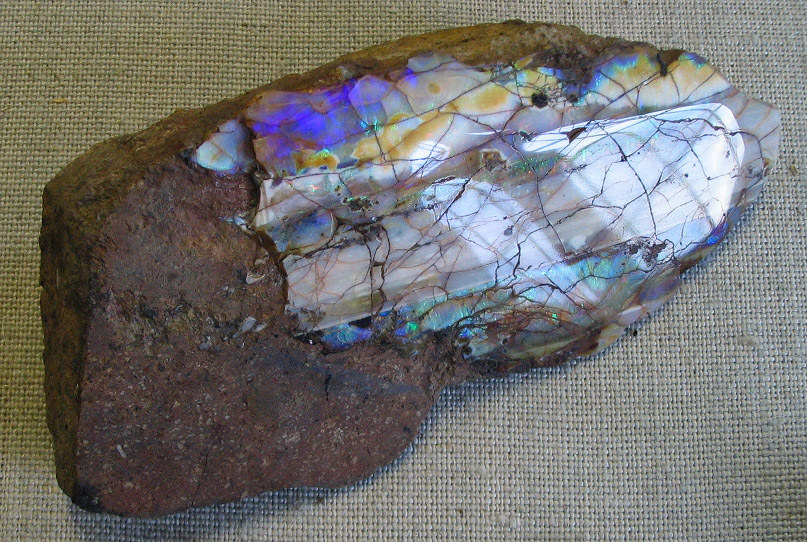
Effetto di opalescenza

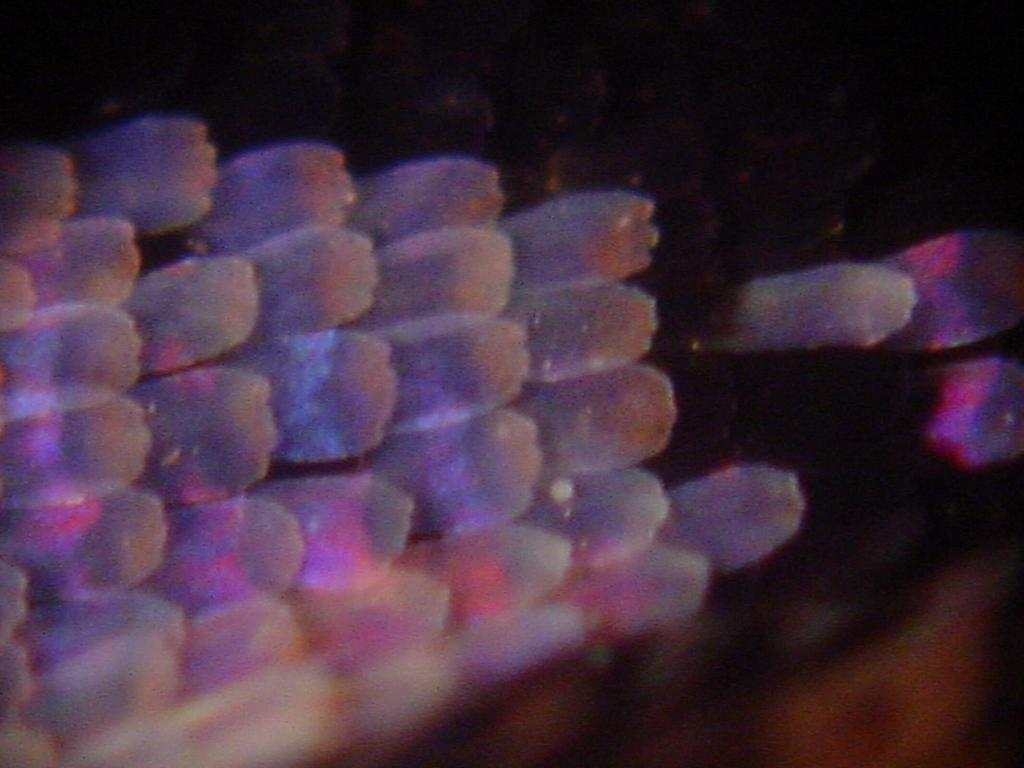
Opalescenza

L'opalescenza è un tipo di dicroismo che appare in sistemi molto dispersi, con poca opacità. Questi materiali acquistano un aspetto lattiginoso, con iridazioni. In questi casi, un materiale può apparire, per esempio, di colore giallo-rossiccio vedendo la luce trasmessa e di colore azzurro vedendo la luce diffusa in direzione perpendicolare alla luce trasmessa. Il fenomeno riceve questo nome per la sua apparizione in certi minerali chiamati opali.
Ci sono diversi gradi di comportamento opalescente. Si può perfino vedere attraverso una fase leggermente opalescente. Quanto più numerose e più grandi siano queste particelle, tanto maggiore sarà la dispersione che sorge da esse e più imprecisa o nebulosa si vedrà questa fase particolare. Per una certa concentrazione di particelle, la dispersione è tanto forte che tutta la luce che passa attraverso questo materiale si disperde, e il corpo smette di essere trasparente.

## Esempi e cause
L'opalescenza è molto frequente in alcuni minerali che presentano una certa torbidità lattiginoso, come gli opali. Questo si deve al fatto che contengono inclusioni disperse. Altri minerali opalescenti sono il quarzo latteo, il calcedonio, l'albite, la pietra di luna, certi oligoclasi, lo zircone basso e altri.

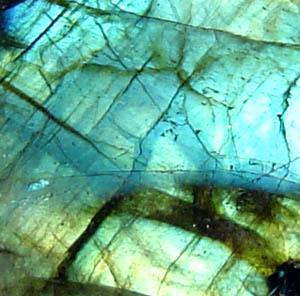
Labradorite

La labradorite presenta un fenomeno che corrisponde piuttosto a una forte iridescenza e che a volte riceve il nome di labradorescenza.
Un esempio fuori dal mondo minerale si può ottenere aggiungendo alcune gocce di latte a un bicchiere d'acqua: il latte si vede azzurrare. Se uno guarda una fonte di luce attraverso il latte, questa si vedrà giallo-rossiccia.
Altre soluzioni colloidali opalescenti si formano sciogliendo 2 grammi di amido in 200 ml di acqua calda e raffreddandola successivamente, o introducendo una chiara d'uovo in un volume d'acqua sei volte maggiore.

### Opalescenza atmosferica
Un altro esempio è la differenza tra il cielo azzurro durante il giorno ed il cielo giallo-rossiccio all'imbrunire. Il fenomeno si deve alla presenza di particelle estranee all'aria (goccioline d'acqua, polvere, ecc.) in sospensione.
Durante l'alba o il tramonto, il cielo si vede di colore rossiccio a causa di queste piccole particelle presenti nell'atmosfera che disperdono più la luce azzurra (in tutte le direzioni) e meno la luce rossa, che passerà in linea retta. Se guardiamo nella direzione del sole, predomina la luce rossa all'alba o al tramonto; guardando in altre direzioni, soprattutto in direzione perpendicolare, predomina la luce azzurra, che dà al cielo il suo colore abituale.
Se durante le ore dell'alba e del tramonto guardiamo un oggetto che non sia illuminato direttamente dal sole (montagne, per esempio) bensì dalla luce azzurrata che proviene dalla dispersione prima descritta, si osserva una bruma azzurrata che sfuma i colori che vediamo e che siamo soliti chiamare opalescenza.

### Opalescenza critica
L'opalescenza critica designa l'insieme di fenomeni ottici che accompagnano la sparizione e la riapparizione del menisco nell'interfase liquido-gassosa di un fluido intorno al suo punto critico e che si devono a un aumento dell'intensità della diffusione scalare di Raleigh. Il fluido diventa lattiginoso ed opaco.